# Central Intelligence
Central Intelligence és una pel·lícula de comèdia d'acció nord-americana de 2016 dirigida per Rawson Marshall Thurber i escrita per Thurber, Ike Barinholtz i David Stassen. La pel·lícula és protagonitzada per Kevin Hart i Dwayne Johnson com a dos vells companys de secundària que fugen després que un d'ells s'unís a la CIA per salvar el món d'un terrorista que pretén vendre codis de satèl·lit.
La pel·lícula es va estrenar a Los Angeles el 10 de juny de 2016 i es va estrenar als cinemes als Estats Units el 17 de juny d'aquell mateix any. Central Intelligence va rebre elogis de la crítica per les actuacions de Hart i Johnson, però crítiques pel guió, i va recaptar 217 milions de dòlars a tot el món. El seu pressupost de 50 milions de dòlars. Ha estat subtitulada al català.

## Sinopsi
L'any 1996, David Toscano (Sione Kelepi) va ser víctima de bullying sent exhibit nu per Trevor Olson (Dylan Boyack) a la pista de bàsquet mentre el millor amic de Robbie, Calvin "el Golden Jet" Joyner era premiat pel seu gran exercici artístic i escolar. Pocs anys després, Calvin (Kevin Hart) està casat amb la seva xicota de la preparatòria, Maggie (Danielle Nicolet), però està fart de la seva vida rutinària i estranya els seus anys gloriosos d'escola. Robbie torna a la ciutat com Bob Stone (Dwayne Johnson), per demanar-li a en Calvin ajuda amb un problema enorme amb una agència secreta; sense saber que es toparà novament amb el seu enemic, Trevor Olson (Jason Bateman).

## Repartiment
- Dwayne Johnson com a Robbie Wheirdicht/Bob Stone.
  - Sione Kelepi com a Robbie Wheirdicht/Bob Stone (jove).
- Kevin Hart com a Calvin Joyner.
- Amy Ryan com l'Agent Pamela "Pam" Harris.
- Aaron Paul com a Phil Stanton, l'ex-company d'en Bob.
- Danielle Nicolet com a Maggie Joyner, l'esposa de Calvin.
- Timothy John Smith com l'Agent Nick Cooper.
- Megan Park com a Lexi.
- Ryan Hansen com a Steve.
- Thomas Kretschmann com el comprador.
- Phil Reeves com a el Director Kent.
- Jason Bateman com a Trevor Olson.
  - Dylan Boyack com a Trevor Olson (jove).
- Melissa McCarthy (no acreditada) com a Darla.
- Kumail Nanjiani com a Jared, el guardia de seguretat de l'aeropuert.

## Crítiques
Central Intelligence ha rebut crítiques mixtes per part de la crítica i l'audiència. Al portal d'internet Rotten Tomatoes, la pel·lícula té una aprovació de 71%, basada en 188 ressenyes, amb una puntuació de 5.2/10 per part de la crítica, mentre que de part de l'audiència en té una aprovació de 62%, basada en més de 50.000 vots, amb una puntuació de 3.6/5.
La pàgina Metacritic li ha donat a la pel·lícula una puntuació de 52 de 100, basada en 35 crítiques, indicant "ressenyes mixtes", mentre que al lloc IMDb els usuaris li han donat una puntuació de 6.3/10, sobre la base de més de 192.000 vots. FilmAffinity la cinta té una qualificació de 5.0/10, basada en 7.287 vots.